# Esteban Pallarols Xirgu
Esteban Pallarols Xirgu —Pallerols, según otras fuentes— (Cassá de la Selva, 18 de julio de 1900 - Barcelona, 18 de julio de 1943) fue un anarquista español, que llegó a ser el primer secretario general de la CNT en la clandestinidad tras el final de la Guerra Civil Española.

## Biografía
Tras un largo exilio en Cuba, durante la Guerra Civil Española fue asesor técnico de la colectividad libertaria de Liria, en la provincia de Valencia. Terminada la guerra fue recluido en el campo de concentración de Albatera, de donde consiguió escapar gracias a la documentación que le proporcionó un grupo de Madrid de la Federación Ibérica de Juventudes Libertarias (FIJL) —y que la había conseguido por medio de uno de sus miembros que se había infiltrado en la II Bandera de Falange del Puente de Vallecas—.
Pallarols se puso en contacto inmediatamente con tres dirigentes libertarios que se encontraban escondidos en Valencia —José Cervera Bermell, Luis Úbeda Canero y Leoncio Sánchez Cardete— y los cuatro decidieron formar la junta nacional del Movimiento Libertario, constituido el 26 de febrero de 1939 por la CNT, la FAI y la FIJL. Su primera actividad fue falsificar documentos que permitieron liberar a más presos libertarios del campo de Albatera y de otros campos de Valencia, y que rápidamente fueron trasladados a Barcelona y de allí a Francia. Para encubrir los viajes Pallarols creó la empresa fantasma Frutera Levantina oficialmente dedicada al transporte de fruta desde Valencia a otras partes de España. La tarea de crear los enlaces en Cataluña y en el sur de Francia se la encomendó a Génesis López y Manuel Salas, ambos recientemente liberados del campo de Albatera, quienes contactaron en Nimes con varios miembros del Movimiento Libertario, y después López fue conducido a París donde se entrevistó con el secretario general del consejo nacional de CNT, Germinal Esgleas, su compañera Federica Montseny, y algunos libertarios más. Pero López sólo consiguió una cantidad insignificante de dinero, 10.000 francos, que únicamente sirvió para financiar el pase a Francia de quince personas.
Pallarols fue detenido en Valencia por la policía franquista junto con otros compañeros de la red de evasión que había montado. Once de los detenidos fueron juzgados años más tarde, siendo condenados a largas penas de prisión. En una causa separada Pallarols fue condenado a 18 años de cárcel, pero «alguien en el aparato judicial debió haber opinado que se había obrado con demasiados miramientos» y volvió a ser juzgado, siendo acusado esta vez de unos supuestos crímenes anteriores, y fue condenado a muerte. Fue fusilado el 18 de julio de 1943. Durante su detención, que según otras fuentes se produjo en Barcelona en febrero de 1940, fue torturado. «Le aplicaron descargas eléctricas, lo colgaron por los pies, lo sometieron a ayuno y a privación del sueño... hasta que habló».
Tras la detención de Pallarols se formó un nuevo comité nacional encabezado por Manuel López López, pero éste dimitió al poco tiempo a causa de la tuberculosis que había contraído durante su estancia en el campo de Albatera, siendo sustituido por Celedonio Pérez Bernardo.